# -ergie
Die Endung -ergie kommt von griechisch ergon = Arbeit, Werk. Wörter mit dieser Endung bezeichnen ein Phänomen, das mit der Größe „Arbeit“, seltener auch mit „Wirken/Wirkung“ zu tun hat. Beispiele hierfür sind:
- Anergie – nicht mehr arbeitsfähige Energie
- Energie – die Größe, die in der (physikalischen) Arbeit steckt.
- Exergie – arbeitsfähige Energie
- Synergie – Zusammenwirken
- Allergie – fremdartige, unbekannte Wirkung